# King of Horrorcore Vol. 2
King of Horrorcore Vol. 2 — шостий альбом репера King Gordy. У записі релізу взяв участь гурт Fat Killahz. Платівка є сиквелом до релізу King of Horrorcore, що вийшов у 2006 році.
Наприкінці березня 2013 «Mr. 187» посіла 1-шу сходинку рейтингу «50 найогидніших реп-текстів усіх часів» за версією журналу Complex за рядки:
Buttfucking a five year old 

Put the knife inside her hole then slice her throat 

She's been dead for days, I still put new dressings on her 

Spread her legs and lick whatever's left on her 

## Список пісень
| #   | Назва                                 | Тривалість |
| --- | ------------------------------------- | ---------- |
| 1.  | «Intro/Get It On»                     | 7:53       |
| 2.  | «Jigsaw»                              | 2:54       |
| 3.  | «Cobain Is Back»                      | 3:01       |
| 4.  | «King»                                | 3:58       |
| 5.  | «Move Along»                          | 2:22       |
| 6.  | «Come Outside» (з участю Fat Killahz) | 3:32       |
| 7.  | «Misunderstood»                       | 2:35       |
| 8.  | «This World»                          | 2:38       |
| 9.  | «Mr. 187»                             | 3:08       |
| 10. | «Scare You»                           | 3:23       |
| 11. | «Kelly Osbourne»                      | 3:38       |